# Barranqueras

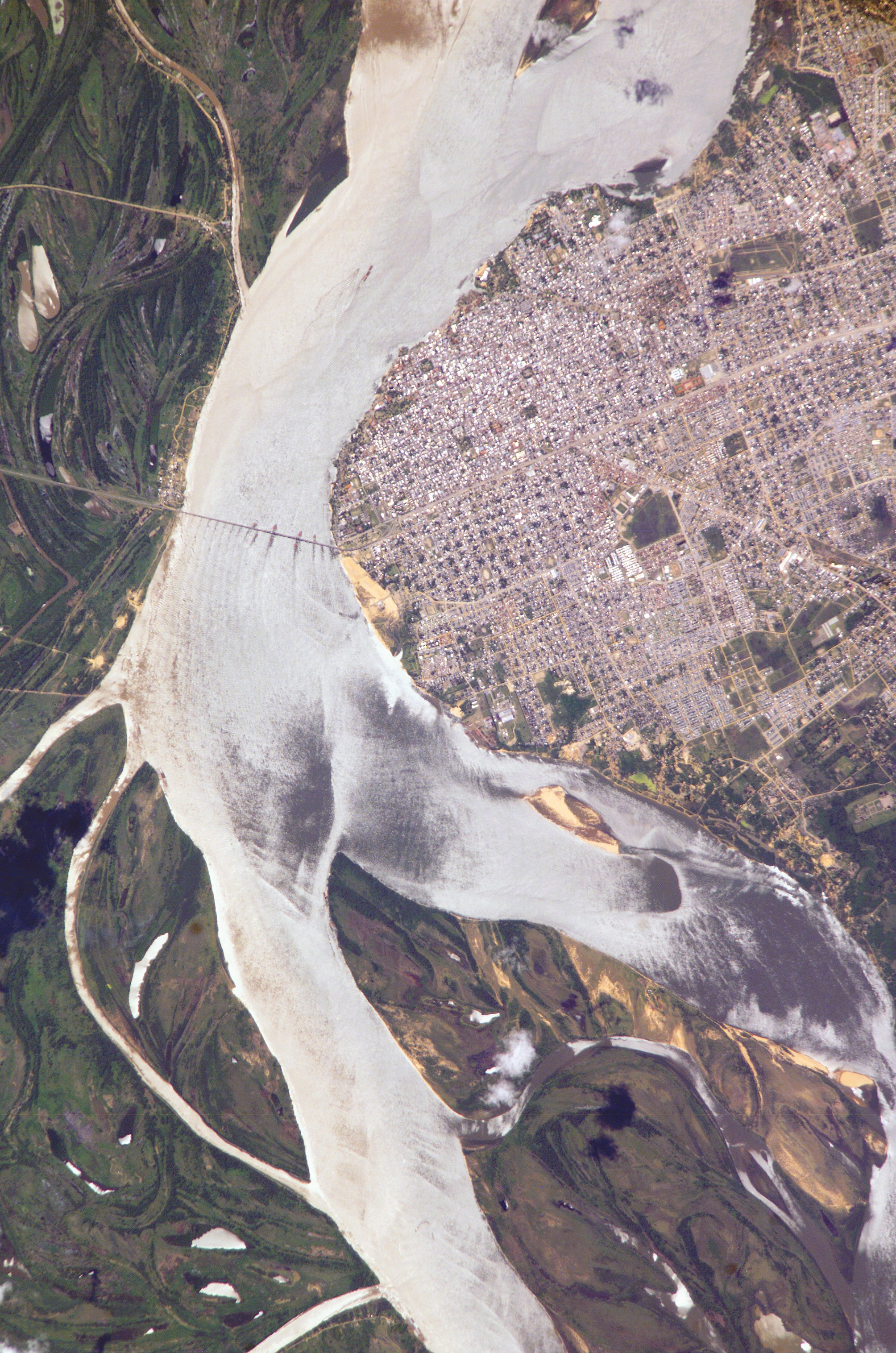
Vue par satellite du pont reliant Barranqueras à gauche à la ville de Corrientes

Barranqueras est une ville portuaire de la province du Chaco, en Argentine. Elle est située sur la rive du Riacho Barranqueras — un bras du Río Paraná — dans une zone basse et inondable. Elle fait partie de l'aire métropolitaine du Gran Resistencia et du département de San Fernando. Elle est reliée à la province de Corrientes par le pont General Manuel Belgrano. Sa population s'élevait à 50 738 habitants en 2001.

## Histoire
La zone de Barranqueras fut d'abord prévue pour y construire la ville de Resistencia comme port-capitale. Cependant les terrains bas et inondables, outre la rareté des bons sols agricoles, conduisirent les autorités à fonder Resistencia quelques kilomètres plus à l'ouest. Mais comme un port était indispensable, un embarcadère précaire fut aménagé pour transporter des personens et des marchandises depuis et vers Resistencia. Il devint le moteur de croissance de Barranqueras. Des industries s'y installèrent et l'arrivée du chemin de fer donna une impulsion supplémentaire à la croissance de la ville.

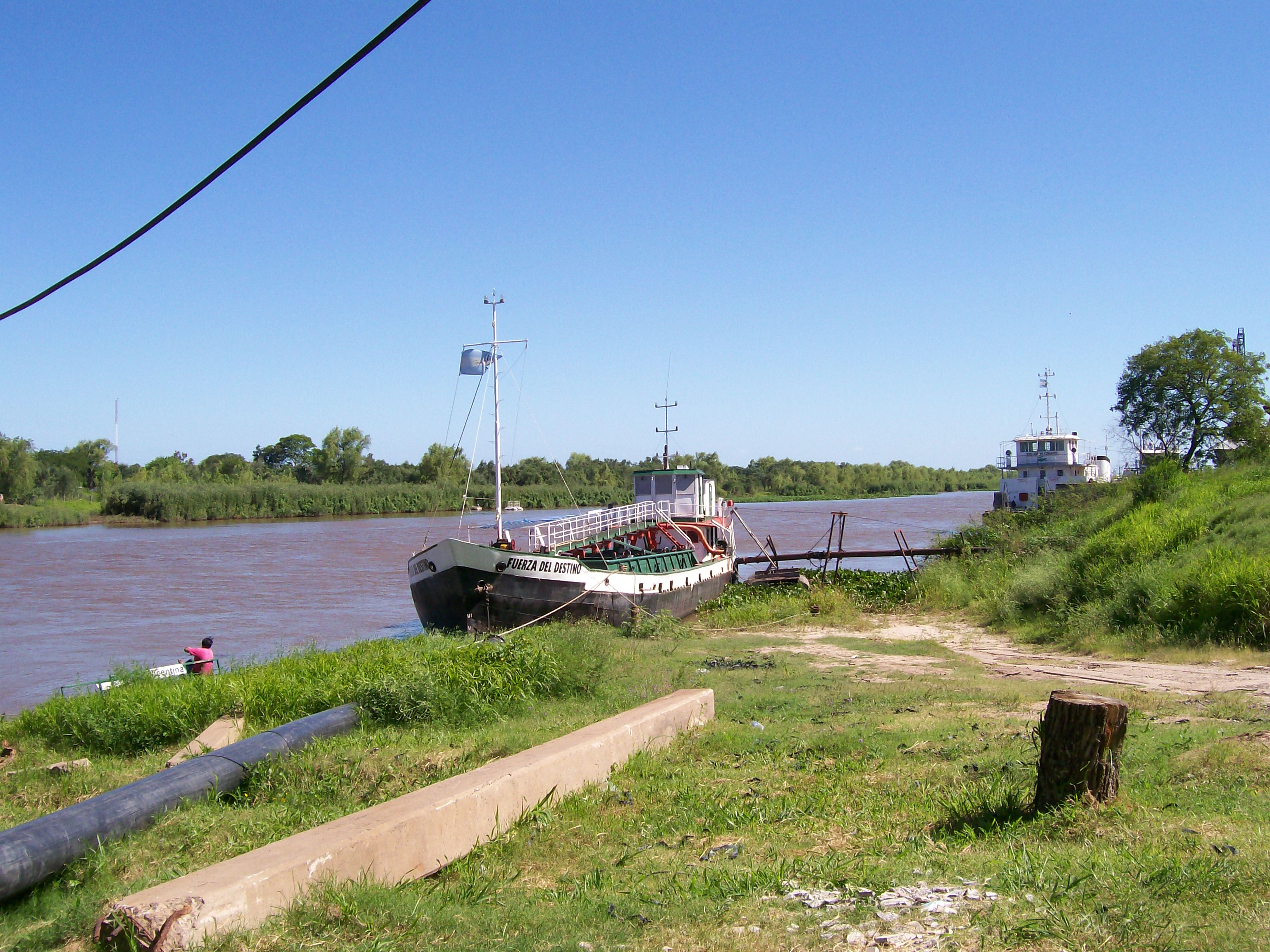
Embarcations sur le riacho Barranqueras dans la zone contigüe au port.

Au cours des dernières décennies, l'importance du port déclina assez bien et quoiqu'il ait continué à fonctionner, et qu'il existe de multiples projets pour le réactiver, la ville a perdu son dynamisme initial pour devenir progressivement une extension résidentielle de Resistencia, avec quelques industries plus ou moins importantes.